# Maccabi Ground
El Maccabi Ground (en hebreo: מגרש מכבי‎ o en hebreo: מגרש המכבי‎) era un estadio de fútbol al oeste de Tel Aviv cerca de los vecindarios de Neve Sha'anan y Shapira.

## Historia
Fue inaugurado en 1926 cuando el Maccabi Tel Aviv se mudara del Palms Ground cuando este fuera demolido, jugando en él hasta 1935 cuando se mudara al Maccabiah Stadium.
Al año siguiente el Bnei Yehuda Tel Aviv pasa a tomar el estadio donde establece su sede al igual que otros equipos de la ciudad por sus facilidades para ser sede de partidos durante los años 1940.
En 1944 el Bnei Yehuda Tel Aviv se muda al Bnei Yehuda Ground construido cerca del río Ayalon, por lo que termina demolido en ese año.

## Partidos internacionales
El Mandato británico de Palestina utilizó el estadio en la clasificación para la Copa Mundial de Fútbol de 1938 en la derrota por 1-3 ante Grecia.